# Julbernardia
Julbernardia es un género de plantas perteneciente a la familia Fabaceae. Es originario de África tropical.

## Especies
- Julbernardia brieyi (De Wild.) Troupin
- Julbernardia globiflora (Benth.) Troupin
- Julbernardia gossweileri (Baker f.) Torre & Hillc.
- Julbernardia hochreutineri Pellegr.
- Julbernardia letouzeyi Villiers
- Julbernardia magnistipulata (Harms) Troupin
- Julbernardia paniculata (Benth.) Troupin
- Julbernardia pellegriniana Troupin
- Julbernardia seretii (De Wild.) Troupin
- Julbernardia unijugata J.Léonard